# Темботов, Асланби Казиевич
Темботов Асланби Казиевич (кабард.-черк. Тембот Къазий и къуэ Аслъэнби; 16 января 1932 — 9 августа 2006) — советский и российский зоолог, эколог и биогеограф, член-корреспондент РАН (1991). Исследователь жизни в горах и концепции закономерностей пространственно-временной организации жизнедеятельности организмов в горах, под влиянием биологического эффекта структуры высотной поясности. Соучредитель и первый руководитель Института горных территорий в составе РАН.

## Биография
Родился 16 января 1932 года в селе Псынадаха, Нагорного района (ныне Зольский район) КБАССР.
Окончив после школы местный педагогический институт в городе Нальчик, посвятил себя изучению природы Кабардино-Балкарии и Кавказа, поступив в 1954 году в аспирантуру по специальности «Зоология» и досрочно закончив её с успешной защитой кандидатской диссертации.
Дочь — Фатимат Асланбиевна Темботова (род. 1958) — ученый-биолог, доктор биологических наук, профессор, член-корреспондент РАН (2008).

## Память
- Института экологии горных территорий имени А. К. Темботова РАН

## Награды
- Орден Почёта (1999)[1].